# Sellrain
Sellrain je obec v Rakousku ve spolkové zemi Tyrolsko v okrese Innsbruck-venkov. Žije zde přibližně 1 300 obyvatel. Obec náleží pod soudní okres Innsbruck.

## Geografie
Sellrain je hlavní obcí údolí Sellraintal, které odbočuje z údolí Inntal.
Obec leží na úpatí hory Fotscher Windegg (2577 m n. m.) v severní části Stubaiských Alp a jejím centrem protéká řeka Melach.
Obec má rozlohu 62 km² z toho 36,7 % zaujímají vysokohorské (alpské) louky, 32,4 % tvoří lesy, na zemědělskou půdu připadá 4,6 %. Z celkové rozlohy je 5,7 % území osídleno.

## Členění obce
Sellrain se skládá z rozptýlených sídel. Devět rozdílných části obce spojuje 36 mostů.
Části obce:
- Elmau
- Rothenbrunn
- Tannrain
- Gasse
- St. Quirin
- Perfall
- Tanneben
- Au
- Tauegert
- Innere Zehent
- Duregg
- Grubach

### Sousední obce
|                           | Oberperfuss           |          |
| Gries im Sellrain         |                       | Grinzens |
| Sankt Sigmund im Sellrain | Neustift im Stubaital |          |

## Historie
Údolí bylo využíváno breonskými a římskými osadníky z Inntalu jako pastviny. K trvalému osídlení ve středověku došlo zásluhou kláštera Frauenchiemsee, kdy z jeho podnětu vznikaly rozptýlené usedlosti. První písemná zmínka o obci Serllaein (Saelrain) pochází z roku 1289 v relaci podkomořího Konráda von Friedberg tyrolskému panovníkovi.  V průběhu 13. a 14. století v údolí Serllaintalu vznikaly četné schwaighofe(statky). Podle urbářů kláštera Frauenchiemsee z let 1374–1410 a rejstříku pozemkové renty proboštství Ambras z let 1463–1468 zde byly dva statky v Ellmau, jeden statek na Birchebenu, jeden statek na Kniepiß, šest statků v Innerzehentu, jeden statek v Perfallu, čtyři statky v St. Quirin (s Haslachem a Gmoade), osm statků na Gasse, jeden statek v Egge, jeden statek v Grube a tři statky v Tannebenu, které pravděpodobně vytvořily základ trvalého osídlení. Do roku 1654 zde vzniklo (dělením nemovitostí) šedesát statků a po roce 1856 se počet rozrostl na 71 statků.
Nejstarší písemná zmínka o osadě, která vznikla kolem železitého léčivého pramene, Rothenbrunn je z roku 1460. Pramen byl již od středověku využívali innsbručtí šlechtici a měšťané. V době Ferdinanda II, který zde lovil jeleny, byl pramen navštěvován knížaty.
Původ názvu Sellrain je sporný. Může vycházet ze starobylého pomístního jména *selia („Sennhütte“). V každém případě je název z doby předřímské.

## Znak
Blason: Ve štítu barvy stříbrná a zelená dělené šikmo. Ve stříbrném poli černý gotický kostel.
Ve znaku obce Sellrain je černý kostel stojící na zeleném strmém svahu, který představuje nejstarší kultovní místo obce a celého údolí, zasvěcené svatému Kvirinovi.